# Бредштедт
Бредштедт (нім. Bredstedt) — місто в Німеччині, розташоване в землі Шлезвіг-Гольштейн. Входить до складу району Північна Фризія. Складова частина об'єднання громад Міттлерес-Нордфрісланд.
Площа — 9,75 км2. Населення становить 5633 ос. (станом на 31 грудня 2020).

## Галерея

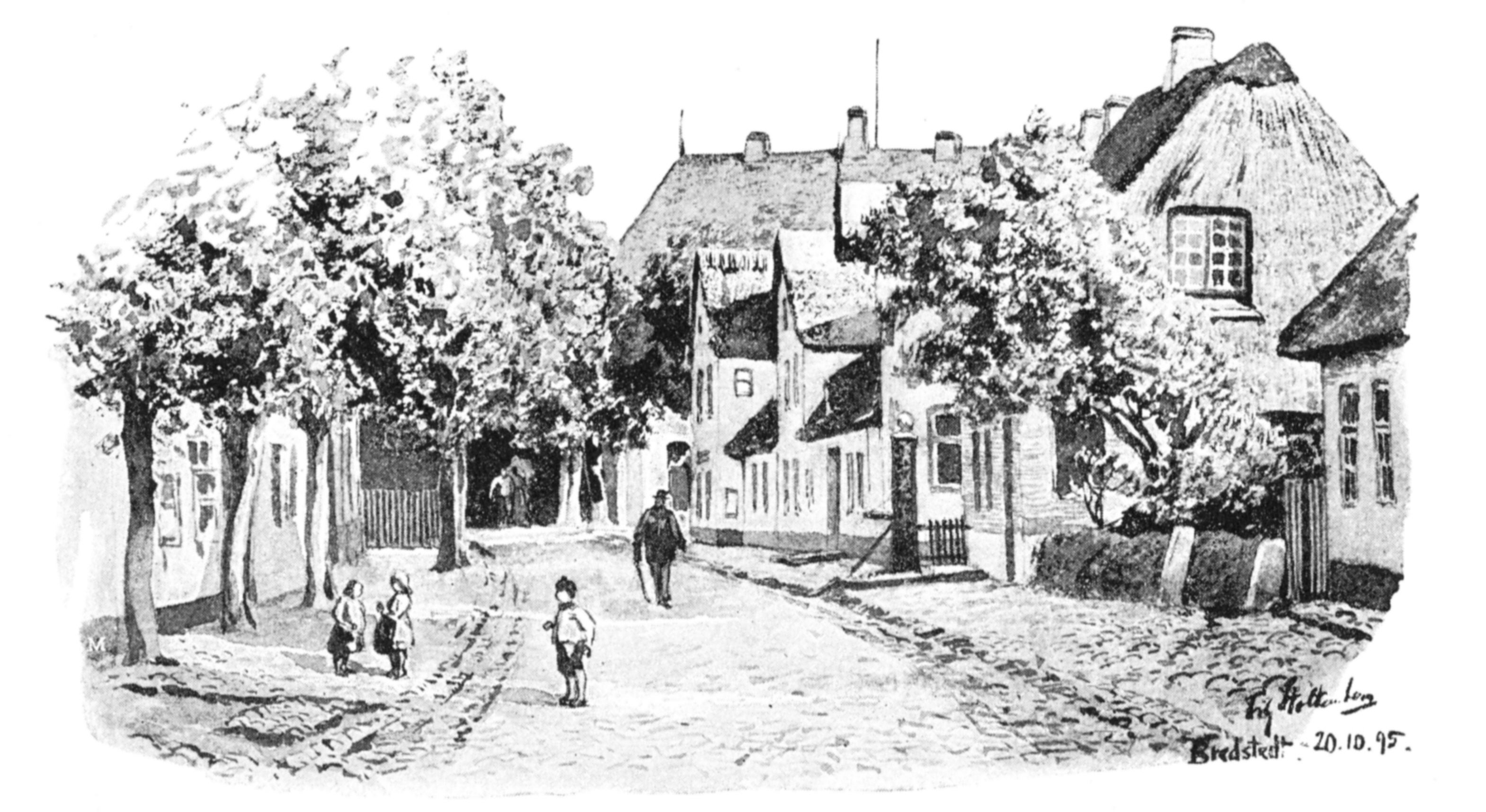
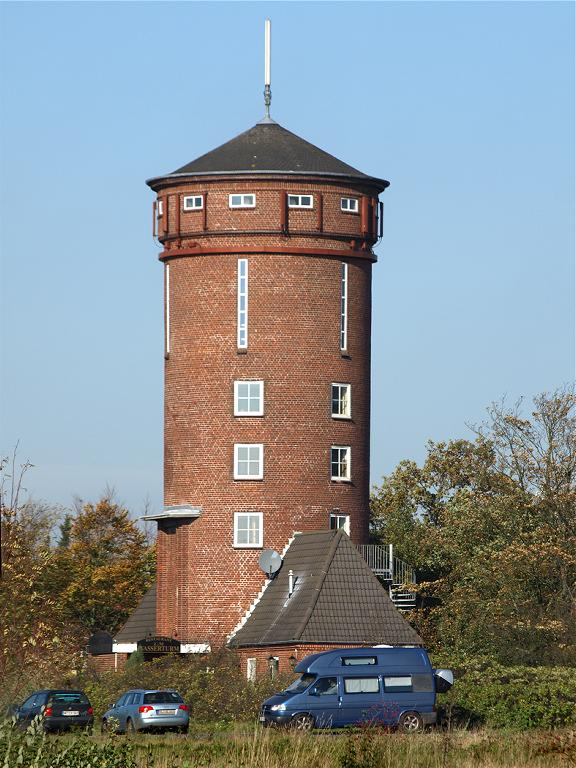
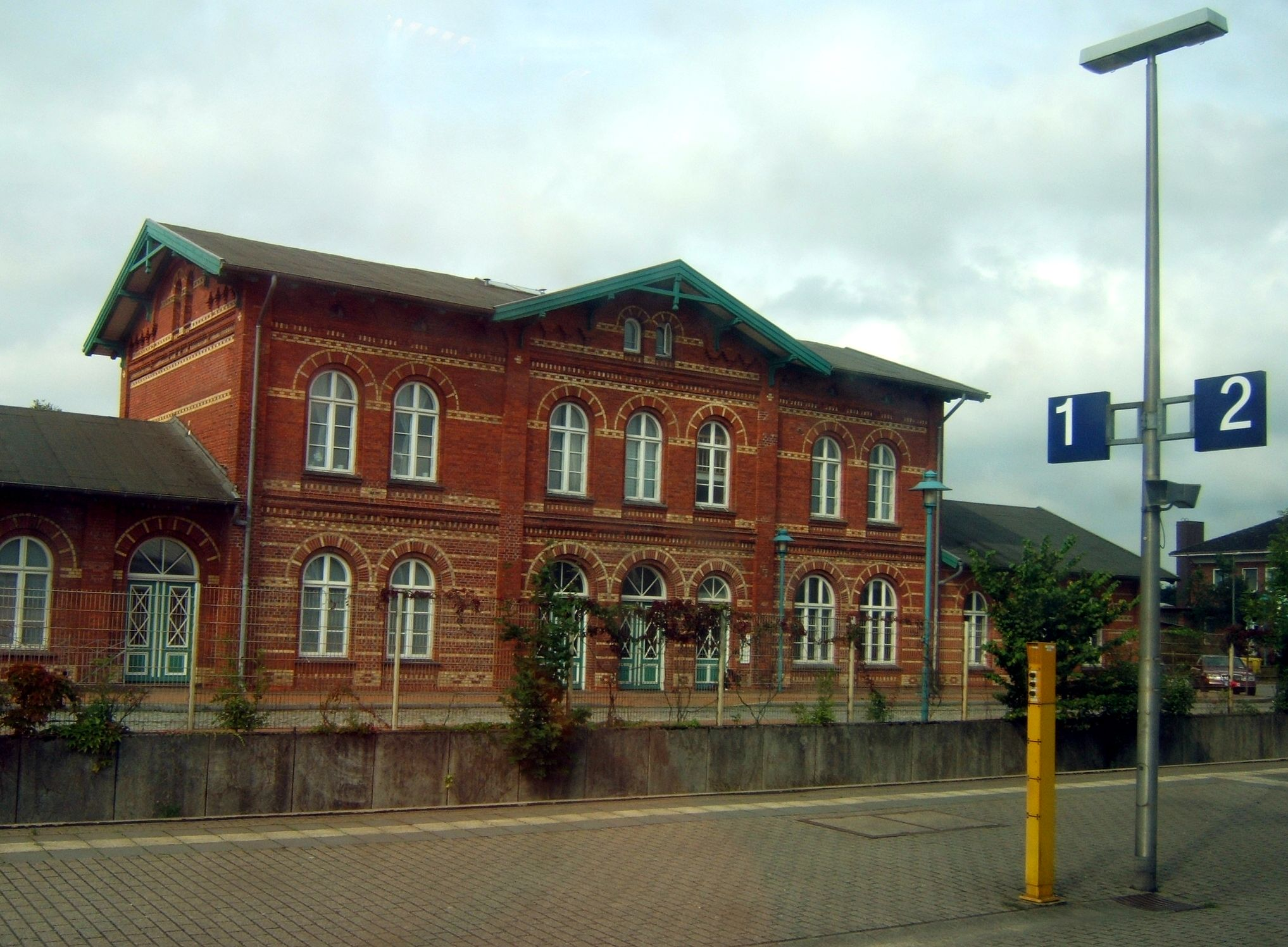
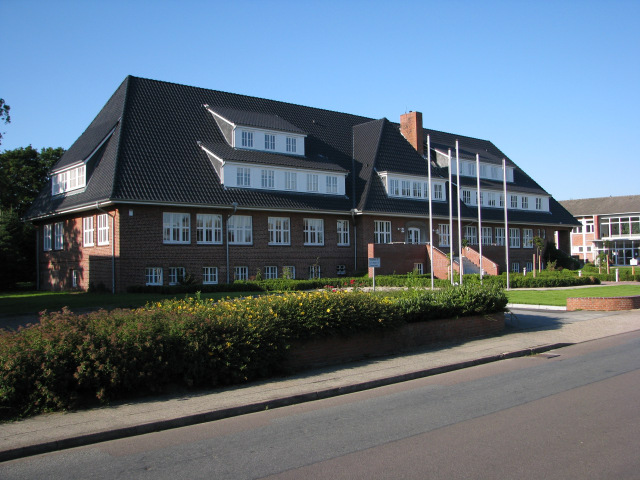
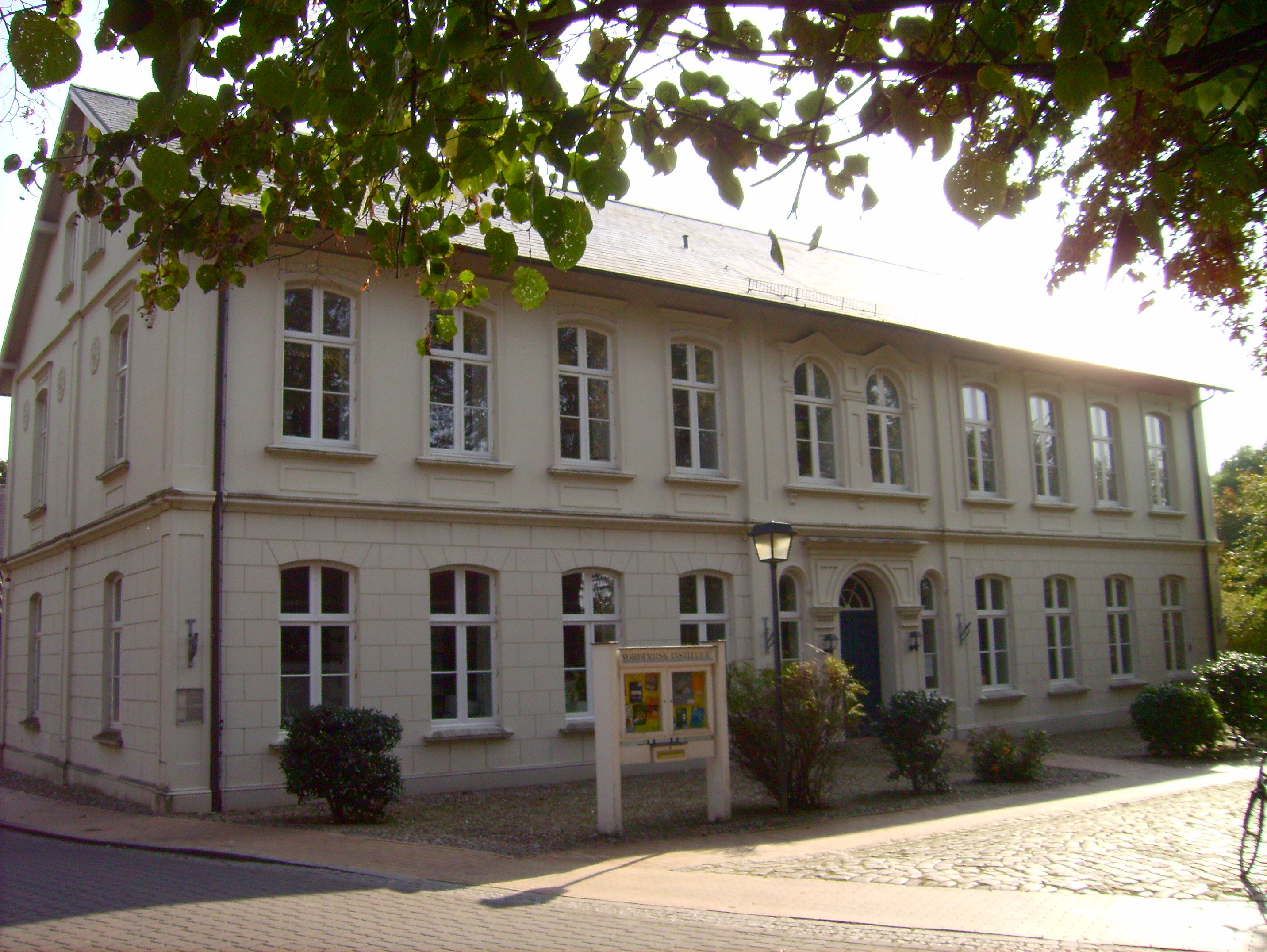